# Predsednik Nepala
Predsednik Zvezne demokratične republike Nepal (nepalsko:नेपालको राष्ट्रपति), Nēpālakō rāṣṭrapati) je vrhovni vodja Nepala in nepalske vojske. Prvi predsednik je bil razglašen leta 2008, ko je bila država razglašena za republiko. Pred tem je imel vrhovno funkcijo kralj. Kraljevina je bila ukinjena po polkolu, ki ga je nad kraljevo družino izvršil njen član.
Aktualni predsednik je Ram Chandra Paudel.

## Izvolitev
Predsednika izvoli t. i. volilni kolegij, ki ga sestavljajo člani pokrajinskih zakonodajnih teles in nepalski parlament. Izvoljen je tisti kandidat, ki zbere večino glasov delegatov. Če takega ni, se kandidata z največ glasov pomerita v drugem krogu, kjer zmaga tisti, ki prejme večino delegatskih glasov. Mandat predsednika traja pet let, funkcijo pa lahko opravlja največ dva mandata. Večina pristojnosti predsednika je častnih, saj ustava izvršno oblast izrecno dodeljuje Svetu ministrov in predsedniku vlade.

## Seznam predsednikov
| #  | Ime                  | Mandat           | Mandat           | Podpredsednik    |
| #  | Ime                  | Začetek          | Konec            | Podpredsednik    |
| -- | -------------------- | ---------------- | ---------------- | ---------------- |
| 1. | Ram Baran Jadav      | 23. julij 2008   | 29. oktober 2015 | Parmanand Jha    |
| 2. | Bidhja Devi Bhandari | 29. oktober 2015 | 14. marec 2018   | Nanda Kishor Pun |
| 2. | Bidhja Devi Bhandari | 14. marec 2018   | 13. marec 2023   | Nanda Kishor Pun |
| 3. | Ram Chandra Poudel   | 13. marec 2023   | danes            | Nanda Kishor Pun |